# Álex Grimaldo
Alejandro Grimaldo García (n. 20 septembrie 1995, Valencia, Spania), cunoscut sub numele de Álex Grimaldo, este un fotbalist spaniol care joacă ca fundaș stânga la Bayer Leverkusen în Bundesliga și la echipa națională a Spaniei.

## Cariera pe echipe

### Barcelona

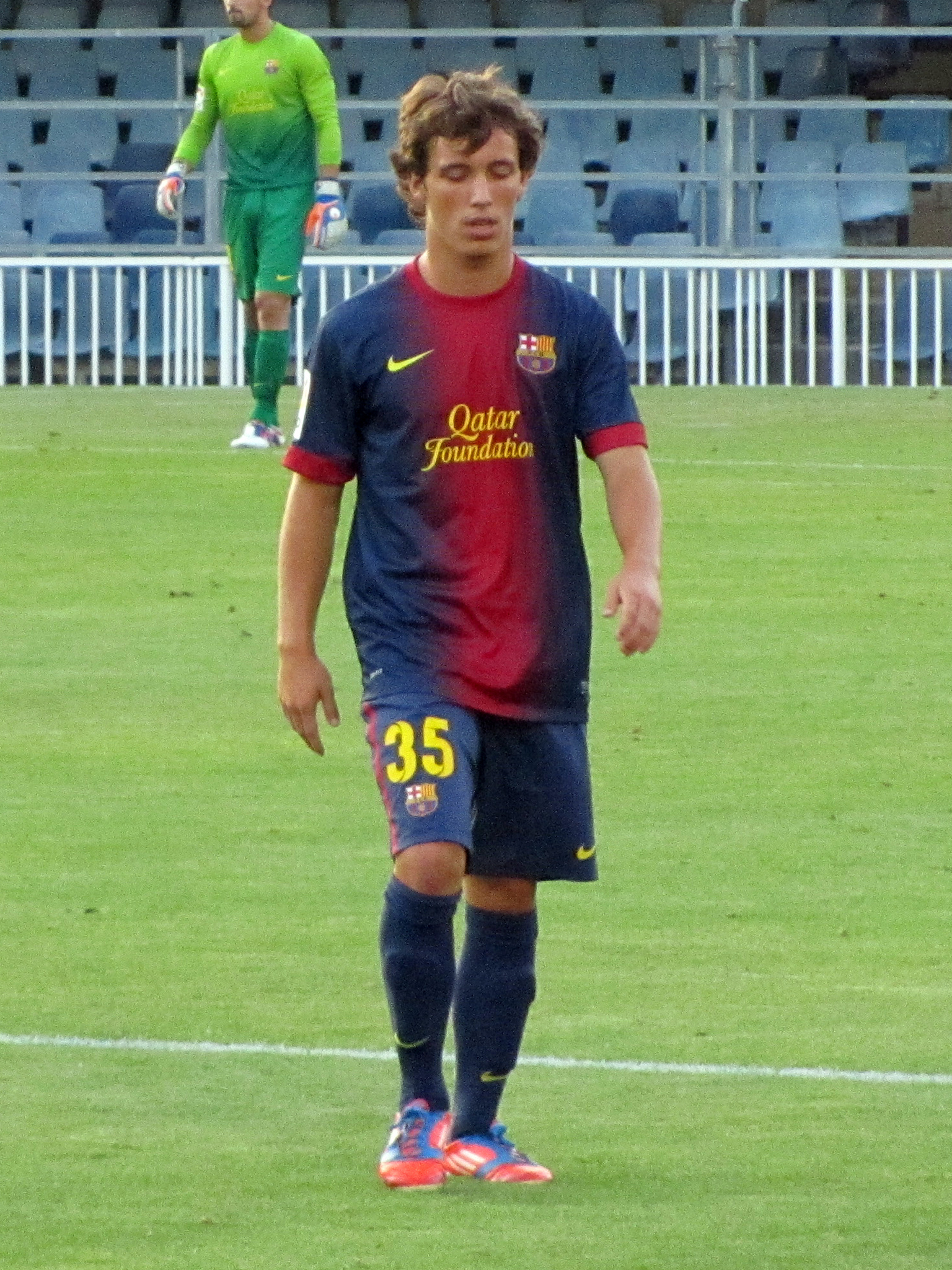
Grimaldo cu Barcelona în 2012

Născut în Valencia, Comunitatea Valenciană, Grimaldo s-a alăturat sistemului de tineret al lui Barcelona în 2008. Și-a făcut debutul oficial pentru echipa B pe 4 septembrie 2011, începând cu o victorie cu 4-0 în deplasare împotriva lui Cartagena la vârsta de 15 ani și 349 de zile și devenind cel mai tânăr jucător care a apărut vreodată într-un meci din Segunda División, înainte de a fi depășit de Lamine Yamal în 2023.
Pe 23 februarie 2013, Grimaldo a suferit o accidentare gravă la genunchi, fiind exclus pentru restul sezonului. A revenit la acțiune în ianuarie a anului următor, apărând în 14 meciuri pentru a-și ajuta echipa să termine pe locul trei.
Pe 13 septembrie 2014, Grimaldo a marcat primul său gol profesionist, înscriindu-și ultimul gol într-un succes cu 3–2 împotriva lui Alavés. Într-ocampanie în care echipa a retrogradat, a marcat de patru ori în 36 de meciuri; el și Sergi Palencia au fost excluși pe 25 aprilie 2015, într-o victorie cu 2-1 în fața lui Ponferradina pe Mini Estadi.

### Benfica
Pe 29 decembrie 2015, întrucât contractul său era pe cale să expire, Grimaldo a semnat cu campioana portugheză Benfica până în 2021, pentru 1,5 milioane de euro. Barcelona are dreptul la un procent din vânzarea viitoare.
Grimaldo a jucat primul său meci cu noua sa echipă pe 26 ianuarie 2016, intrând ca înlocuitor în minutul 62 pentru Sílvio într-o deplasare cu 6-1 împotriva lui Moreirense în Taça da Liga. A debutat în Primeira Liga pe 29 februarie, jucând toate cele 90 de minute într-o victorie cu 2-0 pe teren propriu împotriva lui União da Madeira; a mai apărut doar o dată în această din urmă competiție până la sfârșitul sezonului, înlocuindu-l pe Eliseu suspendat  într-o victorie cu 4-1 în fața lui Nacional, tot pe Estádio da Luz, care a încheiat cu al treilea campionat național consecutiv al clubului. A rămas în echipă pentru finala Cupei Ligii pe 20 mai, înfrângerea cu 6–2 a lui Marítimo pe Estádio Cidade de Coimbra.

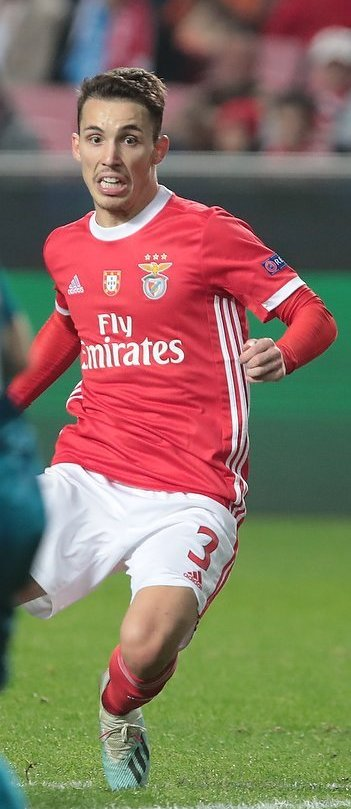
Grimaldo cu Benfica în 2019

Primul sezon complet al lui Grimaldo a început pe 7 august 2016, când a început într-o victorie cu 3-0 împotriva lui Braga pentru Supertaça Cândido de Oliveira din Aveiro, asistându-l pe Franco Cervi pentru golul de deschidere. Pe 2 octombrie, a marcat primul său gol pentru club, o lovitură liberă pentru a încheia un triumf cu 4-0 pe teren propriu împotriva lui Feirense; pe 28 mai 2017, a jucat toate cele 90 de minute în finala Taça de Portugal, câștigată după ce a învins-o pe Vitória de Guimarães cu 2–1.
Prima apariție a lui Grimaldo în Liga Campionilor UEFA a avut loc pe 13 septembrie 2016, când a jucat întreaga remiză 1–1 din faza grupelor cu Beșiktaș. Primul său gol în competiție a venit în aceeași etapă, dar pe 2 octombrie 2018, într-o victorie cu 3-2 în deplasare împotriva lui AEK Atena; a repetat isprava împotriva celui din urmă adversar pe 12 decembrie în retur, lovitura liberă de la 30 de metri în minutul 88 contribuind la o victorie cu 1-0.

### Bayer Leverkusen
Pe 21 mai 2023, Grimaldo a semnat un contract pe patru ani cu clubul german Bayer Leverkusen pe un transfer gratuit. Pe 12 august, a debutat într-un meci din DFB-Pokal împotriva lui FC Teutonia Ottensen. Pe 15 septembrie, a marcat primul său gol pentru club, o lovitură liberă directă de la marginea careului, în deplasare, la Bayern München, într-o remiză 2–2.

## Cariera internațională
Grimaldo a câștigat prima convocare pentru echipa Spaniei sub 21 de ani pe 5 februarie 2013, înainte de a împlini 18 ani, jucând a doua jumătate a unei remize amicale 1–1 cu Belgia.
Pe 10 noiembrie 2023, Grimaldo a primit prima convocare la echipa națională de seniori a Spaniei, pentru calificările la Euro 2024 împotriva Ciprului și Georgiei. Șase zile mai târziu, și-a făcut debutul ca titular împotriva Ciprului, asistându-l pe Mikel Oyarzabal pentru al doilea gol al Spaniei într-o victorie cu 3-1 în deplasare.

## Palmares
Benfica
- Primeira Liga: 2015–16,[13] 2016–17, 2018–19, 2022–23 [27]
- Taça de Portugal: 2016–17
- Taça da Liga: 2015–16 [28]
- Supertaça Cândido de Oliveira: 2016,  2017,[29] 2019 [30]

Spania
- Campionatul European UEFA Sub-19: 2012 [31]

Premii individuale
- Echipa turneului din Campionatul European Sub-19 UEFA: 2012 [32]
- Echipa sezonului UEFA Europa League: 2018–19 [33]
- Echipa anului din Primeira Liga: 2018–19,[34] 2022–23 [35]
- Fundașul lunii Primeira Liga: februarie 2019,[36] decembrie/ianuarie 2023,[37] februarie 2023 [38]
- Golul lunii în Primeira Liga: ianuarie 2019,[39] august 2021